# Liste der Ständigen Vertreter Belgiens bei den Vereinten Nationen in New York

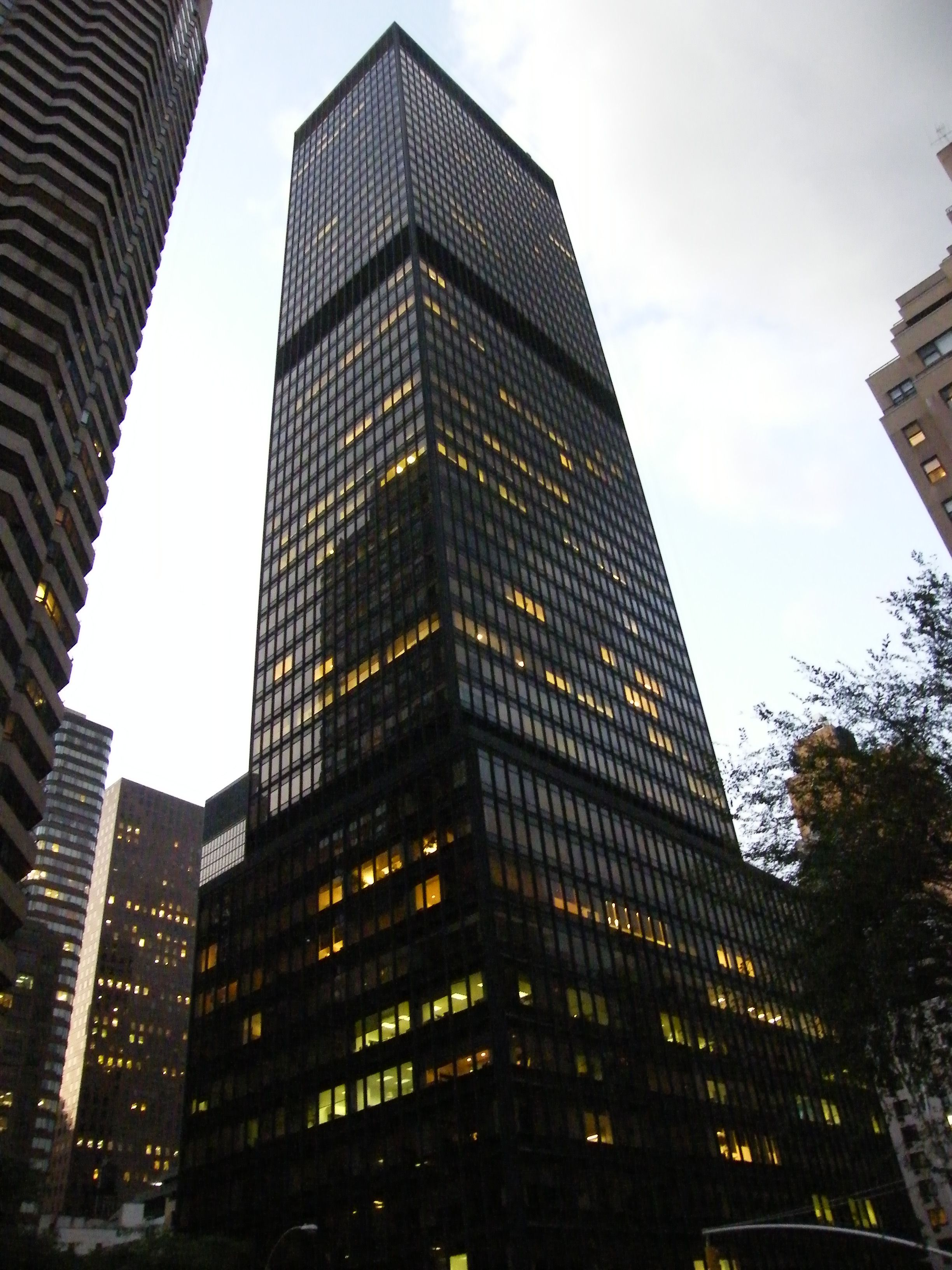
Sitz der Ständigen Vertretung Belgiens bei den Vereinten Nationen im One Dag Hammarskjöld Plaza, 885 Second Avenue, New York

Liste der Ständigen Vertreter der belgischen Regierung beim Hauptquartier der Vereinten Nationen in New York.

## Ständige Vertreter
| Amtszeit               | Name                   | Bemerkungen        | ernannt von            |
| ---------------------- | ---------------------- | ------------------ | ---------------------- |
| 1922–1924              | Joseph Nisot           | Völkerbund in Genf | Albert I. (Belgien)    |
| 1945–1946              | Paul-Henri Spaak       |                    | Leopold III. (Belgien) |
| 1946–1948              | Fernand Dehousse       |                    | Leopold III. (Belgien) |
| 1951–1952              | Fernand Dehousse       |                    | Baudouin (Belgien)     |
| 1955                   | Fernand Van Langenhove | (* 1889; † 1982)   | Baudouin (Belgien)     |
| 1959–Juli 1965         | Walter Loridan         |                    | Baudouin (Belgien)     |
| 1965–1969              | Constant Schuurmans    |                    | Baudouin (Belgien)     |
| 1972–1973              | Edouard Longerstaey    |                    | Baudouin (Belgien)     |
| 1974–1977              | Patrick Nothomb        |                    | Baudouin (Belgien)     |
| 1978–                  | Andre Ernemann         |                    | Baudouin (Belgien)     |
| 1981–1988              | Edmonde Dever          |                    | Baudouin (Belgien)     |
| April 2001–August 2004 | Jean de Ruyt           |                    | Albert II. (Belgien)   |
| 16. September 2004–    | Johan C. Verbeke       |                    | Albert II. (Belgien)   |
| Juni 2008–             | Jan Grauls             |                    | Albert II. (Belgien)   |
| 2013                   | Bénédicte Frankinet    |                    | Albert II. (Belgien)   |